# Escolas Públicas do Condado de Orange
Escolas Públicas do Condado de Orange (Orange County Public Schools, OCPS) é um distrito escolar no Condado de Orange, no estado da Florida. A sua sede é localizada no Centro de Liderança Educacional, um edifício de 7 andares junto à Arena Amway no centro de Orlando. No ano de 2009-10 a EPCO tinha matriculado mais de 175 000 estudantes, entrando em 12º lugar na lista dos maiores distrito escolar dos EUA.  O distrito escolar também tem 19 000 funcionários, que somam mais de 96% da força laboral de EPCO.

## Conselho Escolar
Ronald Blocker é o Superintendente eleito pelo conselho escolar. O Conselho é composto por 7 membros, e supervisiona o distrito com cada membro responsável por um distrito geográfico particular. Os membros do conselho escolar são eleitos cada 4 anos sem limites de termos, com a eleição dos distritos 1 a 3 intercalados com os distritos 4 a 7. As eleições do conselho escolar não são partidárias.
Conselho Escolar: Joie Cadle, Daryl Flynn, Rick Roach, Vicky Bell, Kathleen "Kat" Gordon, Nancy Robbinson e Christine Moore. Um voto abrangendo do distrito em 2009 criou uma posição eleita de Presidente do conselho de educação. Os candidatos a essa posição incluem en:Bill Sublette, William Booker, Leona Rachman, en:Homer Hartage e John Mark Coney.  A eleição primária para esta posição não partidária e prevista para o dia 24 de Agosto de 2012.

## Escolas
Desde 1988 que a EPCO têm utilizado um modelo participativo entre a Creche e 5º ano escola básica, os anos 6–8 para o 3º ciclo e anos 9–12 para o Secundário.  Antes o 6º ano era parte da Escola Básica e o 9º ano parte do escola média. Cumprindo o estipulado pela lei da Florída, quase todos as escolas básicas têm programas para crianças dos 3 aos 6 anos.

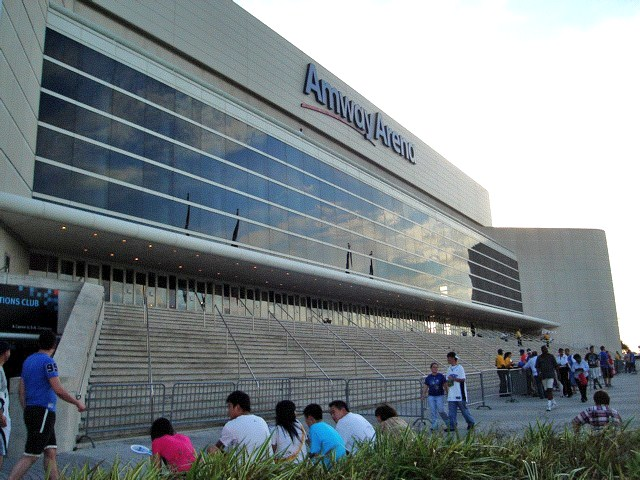
O centro de Amway Arenavisto do exterior

No ano de 2009-10 funcionaram 178 escolas como o modelos participativos: 125 escolas básicas, 34 médias, e 19 secundárias. Três das escolas médias são realmente 2º ciclo, mas são classificadas pela EPCO como médias. Existe também um Liceu, Lake Nona com o 3º ciclo do ensino básico. No sistema do distrito para adultos têm centros com seis Campus dedicados com aulas de noite na maioria dos liceus, quatro escolas de educação especial assim como um programa caminho de casa/hospital, e dezenas de centros alternativos de educação, incluindo escolas charter, escolasmagnet, o programa ESOL (falar inglês para falantes de outras línguas) . Seis dos Liceus em EPCO têm centros do 9º ano separados, três deles foram construídos para as mudanças de K–6/7–9/10–12 to K–5/6–8/9–12 fora do Campus. As escolas de EPCO estão dividas em 6 áreas chamadas Comunidades do Aprender: norte, este, oeste, sudeste, sudoeste e central. Central era conhecida como "Urban Cohort" até 2005. Sudeste e sudoeste foram divididos da maior comunidade Sul em 2006.
Em 2002 foi votado no condado uma taxa de 0,5% imposto sobre as vendas para permitir os melhoramentos das escolas do distrito, desde ai houve grande expansão do sistema, abrandado somente pelo rápido aumento do custo de materiais e espaço. Por causa do número de populações significativas que falam essas línguas no condado, quase todo o material distribuído aos alunos e pais está disponível ou em inglês e espanhol. Muitos destes documentos também estão disponíveis em português, vietnamita e crioulo haitiano. O centro de Amway Arena já foi útilizado para celebração da entrega de diplomas aos finalistas.

## Escolas Secundárias
Antes de 1952, só existiam dois liceus em EPCO: Liceu de Orlando e Liceu Jones, que era uma escola segregada somente de negros até ser integrada. Em 1952 o Liceu de Orlando foi divido no que hoje é o Liceu de Edgewater e Liceu de William R. Boone. Originalmente chamado "Norte Orlando" e "Sul Orlando", respectivamente, o Orlando Sul ficou com o seu nome moderno depois do seu principal morrer antes de abrir. O Norte Orlando ficou com o nome da estrada na qual foi construída. O antigo Liceu de Orlando ficou a escola média Howard. O Liceu Jones mudou-se para sua localização presente em 1952, e foi construída em 2004. Dez dos Liceus do distrito foram abertos nos últimos 25 anos, sem incluir as reconstruções.
Lista de escolas e nomes das equipas atléticas em parentes().
- Liceu Apopka (Blue Darters)
- Liceu William R. Boone (Braves)
- Liceu Colonial (Grenadiers)
- Liceu Cypress Creek (en:Bears)
- Liceu Dr. Phillips (Panthers)
- Liceu Edgewater (Eagles)
- Liceu East River (en:Falcons)
- Liceu Maynard Evans (Trojans)
- Liceu Freedom (Patriot)
- Liceu Jones (en:Tigers)
- Liceu Lake Nona (en:Lions)
- Liceu Oak Ridge (Pioneers)
- Liceu Ocoee (en:Knights)
- Liceu Olympia (Titans)
- en:Timber Creek High School (Wolves)
- Liceu University (en:Cougars)
- Liceu  (Mustangs)
- Liceu West Orange (en:Warriors)
- Liceu Winter Park (en:Wildcats)